# Mesosemia mesoba
Mesosemia mesoba is een vlindersoort uit de familie van de prachtvlinders (Riodinidae), onderfamilie Riodininae.
Mesosemia mesoba werd in 1873 beschreven door Hewitson.